# Renée Norberg-Stenbeck
Renée Augustine Marie Norberg-Stenbeck, född Norberg 15 juli 1928 i Gävle Heliga Trefaldighets församling, död 10 juli 2018 i Täby distrikt i Stockholms län, var en svensk läkare och laborator. 
Norberg-Stenbeck blev medicine licentiat 1957 och disputerade medicine doktorsgrad 1967 vid Karolinska institutet samt blev docent i immunologi där 1968. Hon var kliniskt verksam som reumatolog och underläkare vid Sankt Görans sjukhus i Stockholm och Karolinska sjukhuset 1957–1968. År 1968 blev hon docent vid Veterinärhögskolan och anställdes 1971 som laborator vid Statens Bakteriologiska Laboratorium, från 1993 Smittskyddsinstitutet. Där ledde hon en grupp som gjorde upptäckter om autoantikroppars betydelse vid olika sjukdomstillstånd. Hon producerade vetenskapliga artiklar inom skilda områden från autoimmuna sjukdomar till tuberkulos. År 1998 fick hon professors namn.
Hon var dotter till överkontrollören Fjalar Norberg och Mireille, född Falk, samt dotterdotter till Josef Falk. Hon var från 1957 och till sin död gift med läkaren Johan Stenbeck.